# Equilibrio
Equilibrio is het derde album van de Nederlandse muziekgroep Xystus. Het is tot 2011 toe het magnum opus van de band. Een totaal van 130 musici deed mee aan de totstandkoming van deze rockopera; het leverde in totaal ongeveer 4000 bezoekers op. Naast de band speelden een aantal solisten en een symfonieorkest mee tijdens concerten en deze opnamen. Deze opnamen vonden plaats in Uden en 's-Hertogenbosch (beide de Phoenix Production Studio) en Hilversum (MCO Studio). De stijl hangt tegen progmetal en metal aan, waarbij sommige zangstemmen rechtstreeks door de zangers van Styx lijken te zijn ingezongen. Na uitgifte van het album werd het opvallend stil rond de band.  
Van een van de concerten verscheen later een dvd.

## Synopsis
Diegu reist de wereld rond en komt in aanraking met het Goede (Aveline) en het Kwade (Primos). Deze werden gedurende het verleden in evenwicht gehouden door Sophia. Sophia vraagt aan Diegu, de reiziger de twee kemphanen weer bij elkaar te brengen.

## Personeel

### Xystus
- Bas Dolmans – zang (Diegu the Traveler - bemiddelaar tussen goed en kwaad), gitaar (album)
- Bob Wijtsma – gitaar
- Mark Brekelmans – basgitaar
- Joris van der Kerkhof – toetsen
- Ivo van Dijk – drums

### Gastverschijningen
- Simone Simons (EPICA – zang (vrouwe Sophia - baas over goed en kwaad)
- John Vooijs – zang (Primos - het kwaad)
- George Oosthoek (ex-Orphanage, MaYaN) – grunts (de dood)
- Michelle Splietelhof – zang (Aveline - het goede)

### Utrechtsch Studenten Concert
- Bas Pollard - dirigent

Houtblazers
- Barbara Merlijn - fluit (DVD)
- Hester Roelfsema – fluit (album en DVD)
- Annemieke Hereijgers - piccolo/fluit (DVD)
- Willemijn van Susante - hobo (DVD)
- Marlies van Gangelen – hobo (album en DVD)
- Sanne Sanders - hobo (DVD)
- Jildou Baarsma - Engelse hoorn (DVD)
- Willeke de Laak - klarinet (DVD)
- Juliette Dufornee - klarinet (DVD)
- Theodoortje Stuyling-de Lange - basklarinet (DVD)
- Florian Krouwel - fagot (DVD)
- Linde Holtkamp - fagot (DVD)
- Dick Hanemaayer - dubbele fagot (DVD)

Koperblazers
- Daniël Moolenburgh - trompet (DVD)
- Arthur Benschop - trompet (DVD)
- Ron Geleijnse - trompet (DVD)
- Koos Verhulst – trompet (album en DVD)
- Arthur Moore - trombone (album)
- Peter Saunders - trombone (album)
- Gijs van Wetten - trombone (DVD)
- Julian Lyczak - trombone (DVD)
- Sander Davidse - bastrombone (DVD)
- Bert Damsma - bastrombone (DVD)
- Daniël Necas-Niessner - bastuba (DVD)
- Marjolein Timmer - hoorn (album en DVD)
- Rianne Vink - hoorn (album en DVD)
- Eric Althuisius - hoorn (album en DVD)
- Alex Thyssen - hoorn (album en DVD)
- Ant van Berkum - hoorn (album en DVD)
- Ella Huisman - hoorn (DVD)
- Astrid Benschop - hoorn (DVD)
- Morris Kliphuis - hoorn (DVD)
- Henk Veldt - hoorn (DVD)

Slagwerksectie
- Milco Verbeek – pauken (album en DVD)
- Oscar Alblas - melodieuze percussie (album en DVD)
- Floris Kegel - melodieuze percussie (DVD)
- Jaco Kaasschieter - percussie (DVD)
- Berry Kool - percussie (DVD)
- Arthur Samson - percussie (album en DVD)

Strijkerssectie
- Anna Sophie Torn (album en DVD) - eerste viool, concertmeester
- Myrthe Ziedses-des Plantes (DVD) - eerste viool
- Dolfine Kosters (DVD) - eerste viool
- Anne Geluk (DVD) - eerste viool
- Bart van den Dries (album en DVD) - eerste viool
- Marianne Hoksbergen (DVD) - eerste viool
- Judith van Andel (album en DVD) - eerste viool
- Fanny de Graaf (DVD) - eerste viool
- Anne-Floor Scholvinck (album en DVD) - eerste viool
- Roos Vermeulen (DVD) - eerste viool
- Wouter Wolf (album en DVD) - eerste viool
- Laura Vos (album en DVD) - eerste viool
- Claudia Lotti (DVD) - eerste viool
- Cecilia Orbán (DVD) - eerste viool
- Anna van Yperen (DVD) - tweede viool, eerste soliste
- Roel Vos (album en DVD) - tweede viool
- Jelmer Solinger (album en DVD) - tweede viool
- Nynke Post (DVD) - tweede viool
- Emmely de Haan (DVD) - tweede viool
- Penny Gilberts (DVD) - tweede viool
- Julia Mulder (DVD) - tweede viool
- Catherine Cameron (DVD) - tweede viool
- Maureen de Vos (DVD) - tweede viool
- Miriam van Vuuren (DVD) - tweede viool
- Sharon Zeijseink (album en DVD) - tweede viool
- Andrea Schenkelaars (DVD) - tweede viool
- Laura Schrijver (album en DVD) - tweede viool
- Joanne Endedijk (DVD) - altviool, eerste soliste
- Ilse Topper (album en DVD) - altviool
- Michiel van Langeveld (album en DVD) - altviool
- Rogier Brand (DVD) - altviool
- Eveline Dijkstra (DVD) - altviool
- Laura Keuzenkamp (DVD) - altviool
- Benny van der Vijgh (album en DVD) - altviool
- Merel Holtkamp (DVD) - altviool
- Emma Torn (album en DVD) - cello, eerste soliste
- Dionne Nijsten (DVD) - cello
- Marte Gerritsma (DVD) - cello
- Runa Lentz (DVD) - cello
- Michaël Neuburger (DVD) - cello
- Casper van der Wel (album en DVD) - cello
- Marien Krouwel (DVD) - cello
- Jojanneke van de Wetering (album en DVD) - cello
- Willemijn van Erp (album en DVD) - cello
- Briain Jansen (DVD) - cello
- Teun Godschalk (DVD) - contrabas, eerste solist
- Jasmijn Hondebrink (DVD) - contrabas
- Jacob van der Vlugt (DVD) - contrabas
- Floris Kruisselbrink (DVD) - contrabas
- Servaas Jessen (DVD) - contrabas
- Guido Bakker (DVD) - contrabas
- Marco Kleuskens (DVD) - contrabas
- Annelli Janssen (DVD) - harp
- Hans van Os (album) - koor
- Marcel Veenendaal (album) - koor
- Anja Wessels (album) - koor

### Dutch Academy of Performing Arts (DAPA)
De wachters van Primos (DVD)
- Susanne van Schaik
- Denise Baaij
- Ylisha Peters
- Perry Beenen
- Sarah van der Meer

De volgens van Aveline (DVD)
- Joline Wortelboer
- Sanne van Bemmelen
- Romy van der Woerd
- Victory Hubers
- Esther Stoop

Ensemble (DVD)
- Alissa Metternich
- Anita Nederlof
- Charlotte Oosterwegel
- Colin Oosenbrug
- Linda Schroder
- Sarina Knaap
- Papijn Blatter
- Leonie Wintjes
- Elise Hoogendam
- Kim de Vrijer
- Nadia Hlavaj

Swings
- Robert Brekelmans
- Dieuwertje Dir
- Tina Burger

### Crew
- Benny van der Vijgh - uitvoerend producent
- Anton van Halderen - techniek
- Bas Dolmans - tekst
- Ivo van Dijk - muziek, producent, mixing, lay-out, ontwerp
- Joris van de Kerkhof - muziek, producent, mixing
- Ivo Severijns - mastering
- Stef Hartog - producent, mixing, geluidstechniek
- Mikka Jussila - mastering (DVD en livealbum)
- Olaf van Dijk - videoproductie en regisseur
- Bas Bakker - cameracrew
- Joost Tenninglo - cameracrew
- Anouska Rijnhout - cameracrew
- Bram Slinger - videobewerking
- Roel van Zeelst (IDAK BV, Etten-Leur) - geluidstechniek
- Martin Hierck - regisseur
- Ivo van Leeuwen - artiestiek leider
- Ferry Hoogenboom - vloermanager
- James van der Velder - choreografie
- Michaël Neuburger - voorzitter
- Claudia Lotti - commercieel leider
- Benny van der Veigh - PR-manager
- Catherine Cameron - orkestleider
- Bert Damsma - sponsoring
- Esther in 't Groen - aquisitie
- Jeppe Moulijn - orkestarrangementen
- Judith Ouwendijk - kostuums en rekwisieten
- Stefan Leenaars - kostuums en rekwisieten
- Sandra Smit - kapper & make-up
- Nancy Meijer - zangcoach
- Idak BV, Etten-Leur - geluidsvoorziening
- Arjan van Tricht - geluidstechniek
- Laurens de Vet - patches voor digitale consoles en draadloze bediening
- Antoine Bronkhorst - geluid
- Matté van Leent - geluid
- Tom van Zundert - geluid
- Ramon van Oord - geluid
- Quinten Veen - geluid
- Lennart van Zeelst - geluid
- Joost Oome - geluid
- Clen Kieviets - geluid
- Gijs Veltman - geluid
- Maarten Bun - animatie
- Marcel Marcus - animatie
- Ilja van Rijswijk - lichtontwerp
- Niek Vos - lichttechniek
- Joris Ligthart - drumtechniek
- Willem Nijenhuis - gitaartechniek
- Francis Stahlecker - tour management Xystus
- Laura Jacobs - koopwaar
- Mattias Noren - logo Equilibrio
- Natascha van Poppel - fotografie
- Linda Aarts - fotografie
- Cristel Brouwers - fotografie
- Gerard Pelders - pakket ontwerp

## Tracklijst

### Standard Edition
Alle teksten zijn geschreven door Bas Dolmans, alle muziek is geschreven door Ivo van Dijk en Joris van der Kerkhof.
| 1.                 | Equilibrio (overture)                | 3:02 |
| 2.                 | My Song of Creation (act 1, scene 1) | 3:40 |
| 3.                 | The Traveler (act 1, scene 3)        | 4:50 |
| 4.                 | Last Breath (act 1, scene 5)         | 4:57 |
| 5.                 | Divided We Stand (act 1, scene 6)    | 4:30 |
| 6.                 | The Conflict (act 1, scene 8)        | 6:33 |
| 7.                 | Destiny Unveiled (act 2, scene 1)    | 5:27 |
| 8.                 | My Time of Need (act 2, scene 3)     | 4:11 |
| 9.                 | Forever Bound (act 2, scene 4)       | 3:47 |
| 10.                | The Message (act 2, scene 5)         | 6:15 |
| 11.                | Balance Restored (act 2, scene 6)    | 3:08 |
| 12.                | God of Symmetry (act 2, scene 7)     | 6:39 |
| Totale duur: 56:50 |                                      |      |

### Limited/Deluxe Edition
| Nr. | Titel                 | Duur |
| --- | --------------------- | ---- |
| 1.  | Equilibrio (overture) |      |
| 2.  | My Song of Creation   |      |
| 3.  | Balance Crumbles      |      |
| 4.  | Traveler’s Theme      |      |
| 5.  | Last Breath           |      |
| 6.  | Divided We Stand      |      |
| 7.  | The Pact              |      |
| 8.  | The Conflict          |      |
| 9.  | Destiny Unveiled      |      |
| 10. | Powerdrunk            |      |
| 11. | My Time of Need       |      |
| 12. | Forever Bound         |      |
| 13. | The Message           |      |
| 14. | Balance Restored      |      |
| 15. | God of Symmetry       |      |
| 16. | Reprise               |      |

| Nr. | Titel                 | Duur |
| --- | --------------------- | ---- |
| 1.  | Equilibrio (overture) |      |
| 2.  | My Song of Creation   |      |
| 3.  | The Balance Crumbles  |      |
| 4.  | The Traveler          |      |
| 5.  | Shelter               |      |
| 6.  | Last Breath           |      |
| 7.  | Divided We Stand      |      |
| 8.  | The Pact              |      |
| 9.  | Conflict              |      |

| Nr. | Titel            | Duur |
| --- | ---------------- | ---- |
| 1.  | Destiny Unveiled |      |
| 2.  | Powerdrunk       |      |
| 3.  | My Time of Need  |      |
| 4.  | Forever Bound    |      |
| 5.  | The Message      |      |
| 6.  | Balance Restored |      |
| 7.  | God of Symmetry  |      |